# Bart Van Lijsebeth
Bart Van Lijsebeth (1955) was een Belgisch advocaat en later parketmagistraat van CVP-/CD&V-strekking. 

## Biografie
Van Lijsebeth begon zijn carrière in 1979 als advocaat in Leuven.
In juli 1982 werd hij door PRL-minister van Justitie Jean Gol benoemd tot substituut-procureur des Konings te Brussel, waar hij onder meer actief was op de sectie georganiseerde misdaad (wapen- en drugstrafiek, hormonenzwendel...) en betrokken was bij de uitlevering van Patrick Haemers door Brazilië aan België.In mei 1991] werd hij  benoemd tot eerste substituut-procureur des Konings te Brussel.
In 1993 werd hij door de Regering-Dehaene I benoemd tot adjunct-administrateur-generaal van de Openbare Veiligheid en op 1 januari 1994 tot administrateur-generaal van de Staatsveiligheid.
Hij was dit tot 20 september 1999 toen hij door VLD-minister van Justitie Marc Verwilghen benoemd werd tot procureur des Konings te Antwerpen. Dat mandaat werd in april 2007  verlengd.  Hij liet actie ondernemen tegen de namaakmaffia op het Falconplein en fraude in de diamantsector. Hij deed verslag over Antwerpse vzw's die zich zouden bezighouden met drugs- en mensenhandel in de senaat en deed tevens voorstellen tot een aanpak.
In januari 2009 werd hij door de Regering-Van Rompuy benoemd tot voorzitter van het Comité P.
In januari 2012 ging hij op vervroegd pensioen.